# Callipallene brevirostris
Callipallene brevirostris là một loài nhện biển trong họ Callipallenidae. Loài này thuộc chi Callipallene. Callipallene brevirostris được miêu tả năm 1837 voor het eerst wetenschappelijk bởi Johnston.